# Chocnějovice
Chocnějovice település Csehországban, a Mladá Boleslav-i járásban. Chocnějovice Strážiště, Loukovec, Mnichovo Hradiště, Všelibice, Kobyly, Sezemice, Mohelnice nad Jizerou, Neveklovice és Koryta településekkel határos. Lakosainak száma 428 fő (2024. január 1.).

## Népesség
A település lakosságának változását az alábbi diagram mutatja:
| Lakosok száma | 1099 | 1043 | 974  | 666  | 479  | 386  | 416  | 427  | 421  | 428  |
|               | 1869 | 1890 | 1921 | 1950 | 1980 | 2001 | 2017 | 2019 | 2022 | 2024 |